# Llista de topònims de Tarroja de Segarra
Llista de topònims (noms propis de lloc) del municipi de Tarroja de Segarra, a la Segarra
Informació actualitzada per un bot. Els canvis manuals es perdran quan s'actualitzi!

## casa
| imatge | Nom           | Ubicat a           | instància de | Detalls                                                       | coordenades                                                                            | Protecció                                  | Commons (més fotos)              | Dades a WD                    |
| ------ | ------------- | ------------------ | ------------ | ------------------------------------------------------------- | -------------------------------------------------------------------------------------- | ------------------------------------------ | -------------------------------- | ----------------------------- |
|        | Cal Mingo     | Tarroja de Segarra | casa         | Estil: arquitectura popular 19th century                      | 41° 43′ 45″ N, 1° 16′ 37″ E / 41.72925°N,1.27703°E ca:Crta. de Guissona 453 msnm       | bé integrant del patrimoni cultural català | Cal Mingo (Tarroja de Segarra)   | Modifica les dades a Wikidata |
|        | Casa Secanell | Tarroja de Segarra | casa         | Estil: arquitectura popular 19th century                      | 41° 43′ 49″ N, 1° 16′ 26″ E / 41.73022°N,1.27388°E ca:Placeta del Portal Baix 456 msnm | bé integrant del patrimoni cultural català | Casa Secanell                    | Modifica les dades a Wikidata |
|        | Casa Tella    | Tarroja de Segarra | casa         | Estil: arquitectura barroca 17th century                      | 41° 43′ 49″ N, 1° 16′ 25″ E / 41.7302°N,1.27366°E ca:Placeta del Portal Baix 451 msnm  | bé integrant del patrimoni cultural català | Casa Tella                       | Modifica les dades a Wikidata |
|        | casa Sileta   | Tarroja de Segarra | casa         | Estil: arquitectura barroca arquitectura popular 17th century | 41° 43′ 48″ N, 1° 16′ 27″ E / 41.7301°N,1.27415°E ca:Placeta del Portal Baix 451 msnm  | bé integrant del patrimoni cultural català | Casa Sileta (Tarroja de Segarra) | Modifica les dades a Wikidata |

## església
| imatge | Nom                                 | Ubicat a           | instància de                 | Detalls                                                       | coordenades                                                                                              | Protecció                                  | Commons (més fotos)                 | Dades a WD                    |
| ------ | ----------------------------------- | ------------------ | ---------------------------- | ------------------------------------------------------------- | --- | ------------------------------------------ | ----------------------------------- | ----------------------------- |
|        | Sant Julià de Tarroja de Segarra    | Tarroja de Segarra | església                     | Estil: arquitectura barroca arquitectura popular 18th century | 41° 43′ 15″ N, 1° 16′ 19″ E / 41.72096°N,1.27198°E ca:Ctra. L-311 direcció Cervera, a 2 km camí 483 msnm | bé integrant del patrimoni cultural català | Sant Julià de Tarroja de Segarra    | Modifica les dades a Wikidata |
|        | Sant Salvador de Tarroja de Segarra | Tarroja de Segarra | església església parroquial | Estil: arquitectura barroca 17th century                      | 41° 43′ 51″ N, 1° 16′ 27″ E / 41.7307°N,1.27429°E ca:Pl. de l'Església 460 msnm                          | bé integrant del patrimoni cultural català | Sant Salvador de Tarroja de Segarra | Modifica les dades a Wikidata |

## masia
| imatge | Nom                | Ubicat a           | instància de | Detalls | coordenades                                                   | Protecció | Commons (més fotos) | Dades a WD                    |
| ------ | ------------------ | ------------------ | ------------ | ------- | ------------------------------------------------------------- | --------- | ------------------- | ----------------------------- |
|        | Cal Talet          | Tarroja de Segarra | masia        |         | 41° 43′ 04″ N, 1° 16′ 13″ E / 41.717851°N,1.27035°E 495 msnm  |           |                     | Modifica les dades a Wikidata |
|        | Casa del Ballivell | Tarroja de Segarra | masia        |         | 41° 43′ 59″ N, 1° 16′ 29″ E / 41.733158°N,1.274828°E 461 msnm |           |                     | Modifica les dades a Wikidata |

## Misc
| imatge | Nom                                     | Ubicat a               | instància de                                   | Detalls                                                  | coordenades | Protecció                                  | Commons (més fotos)                 | Dades a WD                    |
| ------ | --------------------------------------- | ---------------------- | ---------------------------------------------- | -------------------------------------------------------- | --- | ------------------------------------------ | ----------------------------------- | ----------------------------- |
|        | Castell i vila closa de Tarroja         | Tarroja de Segarra     | castell                                        |                                                          | 41° 43′ 50″ N, 1° 16′ 27″ E / 41.73065°N,1.2742888888889°E 460 msnm                                                         |                                            | Tarroja de Segarra                  | Modifica les dades a Wikidata |
|        | Creu de Tarroja de Segarra              | Tarroja de Segarra     | creu de la Santa Missió                        | Estil: arquitectura popular 18th century                 | 41° 43′ 17″ N, 1° 16′ 20″ E / 41.72151°N,1.27235°E ca:Camí a 2 km del poble des de la crta. L-311 direcció Cervera 479 msnm | bé integrant del patrimoni cultural català | Creu de Tarroja de Segarra          | Modifica les dades a Wikidata |
|        | Mata                                    | Tarroja de Segarra     | vèrtex geodèsic                                | Alt: 1.2m                                                | 41° 42′ 30″ N, 1° 16′ 27″ E / 41.70838°N,1.274224°E 527.776 msnm                                                            |                                            |                                     | Modifica les dades a Wikidata |
|        | Molí del Capell                         | Tarroja de Segarra     | molí d'aigua                                   | Estil: arquitectura popular Estat: enderrocat o destruït | | bé integrant del patrimoni cultural català |                                     | Modifica les dades a Wikidata |
|        | Sió                                     | Segarra Noguera Urgell | curs d'aigua                                   | Desemboca: Segre Llarg: 77km                             | 41° 41′ 12″ N, 1° 23′ 30″ E / 41.68653°N,1.3916069444444443°E 41° 48′ 04″ N, 0° 48′ 38″ E / 41.80124°N,0.8105361111111111°E |                                            | Sió River                           | Modifica les dades a Wikidata |
|        | Tarroja de Segarra                      | Tarroja de Segarra     | entitat singular de població capital municipal | 172 hab                                                  | 41° 43′ 54″ N, 1° 16′ 33″ E / 41.73180553°N,1.27569856°E 464 msnm                                                           |                                            |                                     | Modifica les dades a Wikidata |
|        | casa consistorial de Tarroja de Segarra | Tarroja de Segarra     | casa consistorial                              |                                                          | 41° 43′ 49″ N, 1° 16′ 35″ E / 41.7303246°N,1.2765266°E                                                                      |                                            |                                     | Modifica les dades a Wikidata |
|        | creu de terme de Tarroja de Segarra     | Tarroja de Segarra     | creu de terme                                  | 20th century                                             | 41° 43′ 51″ N, 1° 16′ 30″ E / 41.73074°N,1.2749°E ca:C. Raval Josep, quasi arribant a la placeta Nova 462 msnm              | bé integrant del patrimoni cultural català | Creu de terme de Tarroja de Segarra | Modifica les dades a Wikidata |
|        | font dels Horts                         | Tarroja de Segarra     | font                                           | Estil: arquitectura barroca 18th century                 | 41° 43′ 48″ N, 1° 16′ 24″ E / 41.72993°N,1.27347°E ca:Camí dels Horts, 50 m del Portal de Baix 449 msnm                     | bé integrant del patrimoni cultural català | Font dels Horts                     | Modifica les dades a Wikidata |
|        | la Mata                                 | Tarroja de Segarra     | muntanya                                       |                                                          | 41° 42′ 30″ N, 1° 16′ 27″ E / 41.708462°N,1.274238°E 528 msnm                                                               |                                            |                                     | Modifica les dades a Wikidata |